# Jud Larson
Clarence Walter (Jud) Larson (Grand Prairie, Texas, 21 januari, 1923 - Reading, Pennsylvania, 11 juni 1966) was een Amerikaans Formule 1-coureur. Hij reed in 1958 en 1959 2 Indianapolis 500s, maar scoorde daarin geen punten. Hij overleed aan de verwondingen die hij opliep tijdens een sprintcar-crash, die ook het leven eiste van Red Riegel.